# Walter Heitler
Walter Heinrich Heitler (n. 2 ianuarie 1904, Karlsruhe, Imperiul German – d. 15 noiembrie 1981, Zürich, cantonul Zürich, Elveția) a fost un fizician german. A adus contribuții la teoria cuantică a radiației și la radiația cosmică. În colaborare cu Fritz London a elaborat, pe baza mecanicii cuantice, teoria legăturii covalente din chimia cuantică.